# Maverick (película)
Maverick es una película estadounidense de 1994, del género comedia, wéstern, dirigida por Richard Donner e interpretada por Mel Gibson, Jodie Foster, James Garner, Alfred Molina y James Coburn en los papeles principales.
Basada en la serie de televisión homónima de las décadas de 1950 y 1960. Candidata al premio Óscar 1995 al mejor diseño de vestuario.
Ganadora del premio ASCAP 1995 (Randy Newman).

## Sinopsis
Bret Maverick (Mel Gibson) es un pícaro pistolero que se dirige a realizar la mayor estafa de su vida. Gran jugador de cartas, veloz pistolero, lengua afilada y sarcástico, no puede evitar meterse en líos.
Junto con la graciosa Annabelle (Jodie Foster) y el viejo sheriff Cooper (James Garner) recaudan dinero suficiente para participar en un torneo de póquer que va a celebrarse en un suntuoso barco de vapor, con un premio de 500 000 dólares.
Desde contratar a unos matones para salvarse de Ángel (Alfred Molina), hasta disfrazarse de indígena y dejarse cazar por un gordo y millonario duque de origen ruso que es aficionado a las tradiciones indígenas, todo vale para conseguir el dinero. Logran finalmente llegar al torneo de póquer. Allí, el sheriff Cooper es el encargado de guardar el dinero de cada participante. 
Tras eliminar a diecisiete jugadores, Maverick, Annabelle, Ángel y el comodoro Duvall (James Coburn) son los únicos que quedan en la mesa. En una última y excitante mano, en la cual el crupier favorece a Ángel, todos reciben unas manos insuperables: póquer de ochos, una escalera de color, y tras una intrigante carta dirigida a Bret, una escalera real. Después de liarse a tiros y terminar con Ángel, el sheriff Cooper huye con el dinero. Luego de descubrirse algunas conspiraciones y traicionarse y robarse mutuamente el dinero entre ellos, uno logrará huir con la mitad.

## Reparto
- Mel Gibson como Bret Maverick.
- Jodie Foster como Annabelle Bransford.
- James Garner como Marshal Cooper.
- Alfred Molina como Ángel.
- Graham Greene como Joseph.
- James Coburn como el comodoro Duvall.
- Paul L. Smith como el archiduque.

## Curiosidades
- Tanto Bret como su padre enfundan igual a lo largo de toda la película.
- El actor Danny Glover (Lethal Weapon) hace una aparición en el banco de la ciudad Cristal. Hay una situación cómica en la que Bret le quita el pañuelo y ambos se miran; de fondo se escucha la música de Lethal Weapon. Danny Glover dice una frase también dicha en la película: «Me estoy volviendo viejo».
- En un par de ocasiones durante el transcurso de la película, el sheriff Cooper llama a Maverick Bartie y Buey, nombres que pertenecían a personajes de la serie de televisión Maverick.
- James Garner (Marshal Cooper) protagonizó la serie Maverick en los años cincuenta como Brett Maverick.

## Estrenos
| País                                                                          | Fecha de estreno                |
| ----------------------------------------------------------------------------- | ------------------------------- |
| Alemania                                                                      | Jueves 30 de junio de 1994      |
| Argentina                                                                     | Jueves 21 de julio de 1994      |
| Australia                                                                     | Jueves 9 de junio de 1994       |
| Austria                                                                       | Viernes 1 de julio de 1994      |
| Bélgica                                                                       | Miércoles 3 de agosto de 1994   |
| Belice · Costa Rica · El Salvador · Guatemala · Honduras · Nicaragua · Panamá | Viernes 29 de julio de 1994     |
| Bolivia                                                                       | Jueves 21 de julio de 1994      |
| Brasil                                                                        | Viernes 8 de julio de 1994      |
| Bulgaria                                                                      | Viernes 25 de noviembre de 1994 |
| Chile                                                                         | Jueves 7 de julio de 1994       |
| Colombia                                                                      | Viernes 1 de julio de 1994      |
| Corea del Sur                                                                 | Sábado 18 de junio de 1994      |
| Croacia                                                                       | Jueves 6 de octubre de 1994     |
| Dinamarca                                                                     | Viernes 15 de julio de 1994     |
| Egipto                                                                        | Lunes 17 de octubre de 1994     |
| Eslovenia                                                                     | Jueves 29 de septiembre de 1994 |
| España                                                                        | Viernes 15 de julio de 1994     |
| Estados Unidos · Canadá                                                       | Viernes 20 de mayo de 1994      |
| Estonia                                                                       | Viernes 21 de octubre de 1994   |
| Filipinas                                                                     | Miércoles 20 de julio de 1994   |
| Finlandia                                                                     | Viernes 15 de julio de 1994     |
| Francia                                                                       | Miércoles 3 de agosto de 1994   |

| País                         | Fecha de estreno                 |
| ---------------------------- | -------------------------------- |
| Grecia                       | Viernes 23 de septiembre de 1994 |
| Hong Kong                    | Jueves 9 de junio de 1994        |
| Hungría                      | Jueves 13 de octubre de 1994     |
| India                        | Viernes 16 de diciembre de 1994  |
| Indonesia                    | Martes 26 de julio de 1994       |
| Israel                       | Viernes 1 de julio de 1994       |
| Italia                       | Viernes 9 de septiembre de 1994  |
| Japón                        | Sábado 13 de agosto de 1994      |
| Letonia                      | Viernes 28 de octubre de 1994    |
| Lituania                     | Viernes 7 de octubre de 1994     |
| Malasia                      | Jueves 9 de junio de 1994        |
| México                       | Viernes 8 de julio de 1994       |
| Noruega                      | Viernes 22 de julio de 1994      |
| Nueva Zelanda                | Viernes 5 de agosto de 1994      |
| Países Bajos                 | Jueves 14 de julio de 1994       |
| Perú                         | Miércoles 27 de julio de 1994    |
| Polonia                      | Viernes 19 de agosto de 1994     |
| Portugal                     | Viernes 29 de julio de 1994      |
| Puerto Rico                  | Jueves 23 de junio de 1994       |
| Reino Unido Irlanda          | Viernes 15 de julio de 1994      |
| República Checa · Eslovaquia | Jueves 3 de noviembre de 1994    |
| Rumania                      | Viernes 18 de noviembre de 1994  |
| Singapur                     | Jueves 16 de junio de 1994       |
| Sudáfrica                    | Viernes 24 de junio de 1994      |
| Suecia                       | Viernes 1 de julio de 1994       |
| Suiza                        | Viernes 1 de julio de 1994       |
| Tailandia                    | Sábado 18 de junio de 1994       |
| Taiwán                       | Sábado 2 de julio de 1994        |
| Turquía                      | Viernes 19 de agosto de 1994     |
| Uruguay                      | Viernes 1 de julio de 1994       |
| Venezuela                    | Miércoles 13 de julio de 1994    |